# Yanshan (Guilin)
Yanshan (chinesisch 雁山区, Pinyin Yànshān Qū; Zhuang Yensanh Gih) ist ein chinesischer Stadtbezirk in dem Autonomen Gebiet Guangxi der Zhuang. Er gehört zum Verwaltungsgebiet der bezirksfreien Stadt Guilin. Yanshan hat eine Fläche von 305,7 km² und zählt 140.000 Einwohner (Stand: 2018).

## Administrative Gliederung
Auf Gemeindeebene setzt sich der Stadtbezirk aus einem Straßenviertel, zwei Großgemeinden und zwei Gemeinden (davon eine der Hui) zusammen. 